# Lyman-Serie

Energieniveaus des Wasserstoffatoms mit nach Serien geordneten Übergängen

Als Lyman-Serie wird die Folge von Spektrallinien des Wasserstoffatoms bezeichnet, deren unteres Energieniveau in der K-Schale liegt (Hauptquantenzahl {\displaystyle n_{1}=1}).
Weitere Serien sind die Balmer-Serie (vgl. auch Ausführungen dort), die Paschen-Serie, die Brackett-, Pfund- und die Humphreys-Serie.

## Spektrum
Die Spektrallinien der Lyman-Serie liegen allesamt im unsichtbaren ultravioletten Bereich des Lichts von 121,5 nm bis herab zu 91 nm. Sie wurden im Jahr 1906 von dem US-amerikanischen Physiker Theodore Lyman entdeckt.

## Mathematische Beschreibung
| n                                     | Bezeichnung    | Vakuum- Wellenlänge (nm) | Energie (eV) |
| ------------------------------------- | -------------- | ------------------------ | ------------ |
| 02                                    | Lyman-α (Ly-α) | 121,5670                 | 10,199       |
| 03                                    | Lyman-β (Ly-β) | 102,5728                 | 12,087       |
| 04                                    | Lyman-γ (Ly-γ) | 097,2517                 | 12,749       |
| 05                                    | Lyman-δ (Ly-δ) | 094,9742                 | 13,055       |
| 06                                    | Lyman-ε (Ly-ε) | 093,7814                 | 13,221       |
| 07                                    | Lyman-ζ (Ly-ζ) | 093,0751                 | 13,321       |
| 08                                    | Lyman-η (Ly-η) | 092,6249                 | 13,386       |
| 09                                    | …              | 092,3148                 | 13,431       |
| 10                                    | …              | 092,0947                 | 13,463       |
| 11                                    | …              | 091,9342                 | 13,486       |
| 12                                    | …              | 091,8125                 | 13,504       |
| {\displaystyle \rightarrow \!\infty } | Lyman-Limit    | 091,1753                 | 13,598       |

Wellenlängen der Lyman-Serie

Die Wellenzahlen der einzelnen Spektrallinien sind gegeben durch die Natur und lassen sich näherungsweise durch die Rydberg-Formel berechnen:
{\displaystyle {\tilde {\nu }}=R_{\infty }\left(1-{1 \over n^{2}}\right)},
mit
- {\displaystyle R_{\infty }=1{,}097\,373\,157\cdot 10^{7}\,{\mathrm {m^{-1}} }} der Rydberg-Konstante und
- {\displaystyle n} ganze Zahlen >1 der Hauptquantenzahlen {\displaystyle n_{2}} der Startschale.

Die Wellenzahl lässt sich durch die Beziehung
{\displaystyle \lambda ={\frac {1}{\tilde {\nu }}}}
in die Vakuum-Wellenlänge {\displaystyle \lambda } bzw. durch
{\displaystyle E={\tilde {\nu }}\cdot c\cdot h}
in die Energie des entsprechenden Photons umrechnen, dabei ist
- {\displaystyle c} die Vakuum-Lichtgeschwindigkeit und
- {\displaystyle h} die Planck-Konstante.

Genauere Berechnungen berücksichtigen die vom Atomrumpf aufgenommene Energie (Abweichung 544 bis 182 ppm) und verwenden:
{\displaystyle R_{H}=1{,}096\,775\,834\cdot 10^{7}\,\mathrm {m^{-1}} } für leichten Wasserstoff,
{\displaystyle R_{D}=1{,}097\,074\,266\cdot 10^{7}\,\mathrm {m^{-1}} } für schweren Wasserstoff (Deuterium) und
{\displaystyle R_{T}=1{,}097\,173\,559\cdot 10^{7}\,\mathrm {m^{-1}} } für überschweren Wasserstoff (Tritium).
Wellenlängen im Bereich von 200 bis 2000 Nanometer werden oft als Wellenlängen in Luft angegeben (n ≈ 1,000 272) (Abweichung 272 ppm). Weiterhin gibt es kleine Unterschiede je nach Nebenquantenzahl und Spin der Zustände (Abweichung 12 ppm). Hyperfeinaufspaltungen gibt es in Abhängigkeit des Spins des Elektrons und des Kernspins.

## Anwendungsbereiche
Die Linien der Lyman-Serie sind vor allem für Astronomen bei der Untersuchung von Sternen und Galaxien interessant. Aus der Lyman-α-Linie lässt sich sowohl die Rotverschiebung weit entfernter Galaxien und Quasare (die dann z. T. bis in den sichtbaren oder gar infraroten Spektralbereich verschoben sind) als auch die weiträumige Verteilung von Wasserstoff im Universum ableiten (siehe Lyman-Break-Technik). Auf der Erdoberfläche können die Lyman-Linien wegen der UV-Absorption der Erdatmosphäre erst ab einer  Rotverschiebung von etwa 1,4 beobachtet werden.
Ein weiteres Anwendungsgebiet ist die Meteorologie. Dort werden Lyman-α-Hygrometer zur Messungen der Luftfeuchtigkeit, insbesondere auf Forschungsflugzeugen, verwendet.